# Berta Zahourek
Berta Zahourek (n. 3 ianuarie 1896, Viena, Austro-Ungaria – d. 14 iunie 1967) a fost o fotbalistă austriacă, medaliată olimpică. A participat la o ediție a Jocurilor Olimpice (1912) în care a câștigat o medalie de bronz.

## Participări
Lista de mai jos prezintă principalele competiții la care a participat Berta Zahourek de-a lungul carierei.
- swimming at the 1912 Summer Olympics – women's 4 × 100 metre freestyle relay[*]